# W. A. Scholten
Die W. A. Scholten war ein Passagierschiff der niederländischen Reederei Holland-America Line, das als Ozeandampfer auf dem Nordatlantik eingesetzt wurde und zwischen 1874 und 1887 Passagiere, Fracht und Post von Rotterdam nach New York beförderte. Am 19. November 1887 sank der Dampfer nach einer Schiffskollision im Ärmelkanal, wobei 132 Menschen ums Leben kamen.

## Das Schiff
Das 2.529 BRT große Dampfschiff W. A. Scholten wurde auf der renommierten Werft Robert Napier & Sons in Govan, einem Vorort von Glasgow gebaut und lief am 16. Februar 1874 auf dem Clyde vom Stapel. Die W. A. Scholten und ihr Schwesterschiff, die ebenfalls bei Robert Napier & Sons gebaute P. Caland (2.540 BRT), wurden für die niederländische Schifffahrtsgesellschaft Nederlandsch-Amerikaansche Stoomvaart Maatschappij N.V. (NASM), besser bekannt als Holland-America Line (HAL), gebaut. Diese Reederei hatte ihren Sitz in Rotterdam, was auch der Heimathafen des Schiffs war. Nach den ersten Schiffen der Holland-America Line, der Rotterdam (I) und der Maasdam (I) (beide 1873), waren die W. A. Scholten und die am 2. Mai 1874 vom Stapel gelaufene P. Caland die ersten Neuanschaffungen.

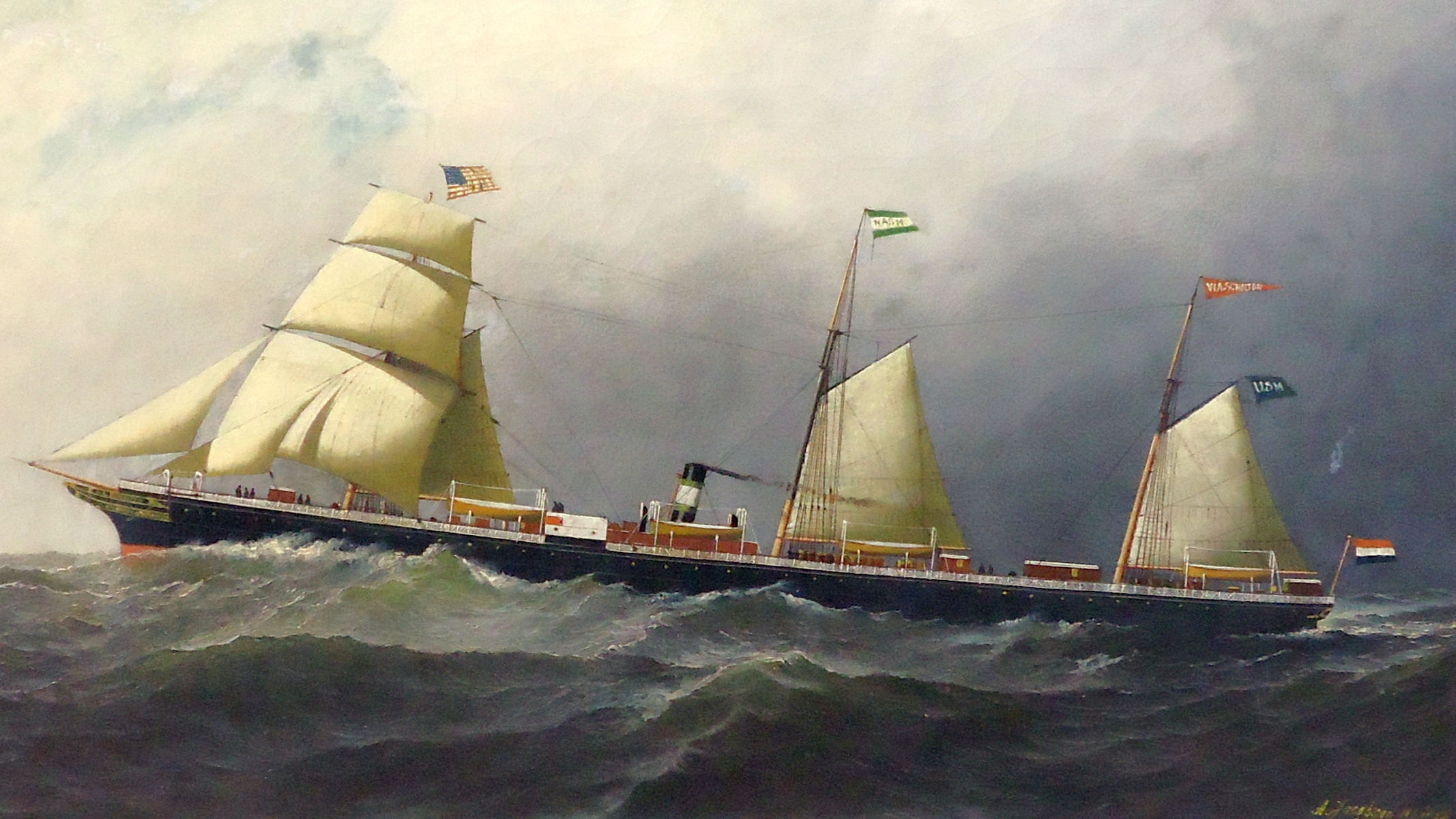
Zeichnung der W. A. Scholten (1878)

Das Schiff wurde zu Ehren des niederländischen Industriellen Willem Albert Scholten (1819–1892) auf den Namen W. A. Scholten getauft. Die P. Caland erhielt ihren Namen von dem niederländischen Ingenieur Pieter Caland. Bei der Schiffs-Klassifikationsgesellschaft Lloyd’s Register of Shipping war die W. A. Scholten in die höchstmögliche Kategorie, 1A, eingeordnet.
Der Dampfer war 112,16 Meter lang, 11,58 Meter breit und hatte einen maximalen Tiefgang von 8,68 Metern. Er war mit einem einzelnen Schiffsschornstein, einem vierblättrigen Einzelpropeller und drei Masten mit der Takelage eines Schoners ausgestattet. Der aus Eisen geschmiedete Schiffsrumpf endete in einem Klipperheck und war in sieben wasserdichte Abteilungen aufgeteilt, von denen jede mit zwei Pumpen ausgerüstet war. Das Schiff hatte eine Tragfähigkeit von 2483 DWT. Die zweizylindrige Verbunddampfmaschine konnte 1.800 PS leisten und ermöglichte eine Reisegeschwindigkeit von zehn Knoten. Bei den Testfahrten wurden sogar elf Knoten erreicht. Die Passagierunterkünfte waren für 24 Reisende der Ersten, 18 der Zweiten und 500 der Dritten Klasse konzipiert. Die Besatzung bestand aus 67 Personen. In den Kohlenbunkern konnten bis zu 557 Tonnen Kohle untergebracht werden. Der tägliche Bedarf lag bei 36,5 Tonnen.
Am 11. April 1874 wurde das fertige Schiff seinen Eignern übergeben und legte am 16. Mai 1874 zu seiner Jungfernfahrt ab. Zehn Tage später lief es zum ersten Mal in New York ein. Die W. A. Scholten und die P. Caland wurden für den transatlantischen Passagier, Güter- und Postverkehr auf der Strecke Rotterdam–Plymouth–New York gebaut. Im Dezember 1881 rettete die W. A. Scholten auf dem Nordatlantik die Besatzung der aus Québec kommenden britischen Bark Frederick, die mit ihrer Holzladung auf dem Weg nach Großbritannien war. Das Segelschiff war in einem schweren Sturm beschädigt worden und musste aufgegeben werden. Die Schiffbrüchigen wurden nach New York gebracht. Am 20. Oktober 1887 erreichte das Schiff zum letzten Mal den New Yorker Hafen.

## Untergang
Am Freitagmorgen, dem 18. November 1887 legte die W. A. Scholten in Rotterdam unter dem Kommando des 37-jährigen Kapitäns Jan Hendrik Willemszoon Taat zu einer weiteren Atlantiküberquerung nach New York ab. An Bord befanden sich 210 Passagiere und Besatzungsmitglieder. Taat war Kapitän der Edam (I) (2.950 BRT) gewesen, als diese am 21. September 1882 vor Sandy Hook nach der Kollision mit dem Dampfer Lepanto der britischen Wilson Line am Eingang zum Hudson River gesunken war. Es gab zwei Tote. 
Am Abend des 19. November dampfte die W. A. Scholten die englische Südküste entlang. Auf See herrschte abwechselnd dichter Nebel, sodass nur eine geringe Sichtweite möglich war. Der britische Kohlenfrachter Rosa Mary, unter dem Kommando von Kapitän Webster aus Hartlepool kommend, war gegen 20.00 Uhr etwa vier Seemeilen vor Dover aufgrund des Nebels vor Anker gegangen, da ihr Kapitän die Fahrt nach Saint-Nazaire unter diesen Umständen nicht fortsetzen wollte. Der Frachter lag sieben bis acht Meilen vor dem East Goodwin-Feuerschiff.
Plötzlich konnte man an Bord der Rosa Mary durch den Dunst die Lichter des Ozeandampfers sehen. Die Besatzung erkannte, dass das andere Schiff direkt auf sie zuhielt und gab entsprechende Signale. Auch auf der W. A. Scholten konnten aus dem Nichts heraus Lichter eines anderen Schiffes gesehen werden, aber es war keine Zeit mehr für ein Ausweichmanöver. Gegen 23.00 Uhr rammte die W. A. Scholten die Steuerbordseite des Frachtschiffs in Bugnähe. Ein lautes Krachen drang durch das Schiff. Die W. A. Scholten trug ein mehrere Meter breites Loch in der Backbordseite ihres Bugs davon, durch das tonnenweise Seewasser in den Rumpf strömte. Die Passagiere, von denen sich die meisten nach dem Abendessen in ihre Kabinen zurückgezogen hatten, liefen in Nachtbekleidung an Deck. Große Unruhe und Panik brachen aus; es wurde berichtet, dass viele Betroffene beteten. Das Bootsdeck war nach kürzester Zeit überfüllt.
Sofort wurde mit dem Herablassen der Rettungsboote begonnen, aber es stellte sich heraus, dass nur die beiden an der Backbordseite einsatzbereit waren. Selbst diese beiden mussten unter großem Aufwand und mit Hilfe der Passagiere mit Äxten frei gehackt werden. Nur mit Mühe konnten die Offiziere den Ansturm auf die Boote verhindern. Die Rettungsboote auf der anderen Seite konnten wegen der schnell zunehmenden Schlagseite nicht zu Wasser gelassen werden. Erst nach einiger Zeit, als das Schiff schon fast auf der Seite lag, wurden von der Kommandobrücke aus Notraketen abgefeuert.
Kapitän Taat versuchte alles, um die angsterfüllten Menschen zu beruhigen und die Disziplin aufrechtzuerhalten. Zahlreiche Menschen sprangen über Bord in das eiskalte Atlantikwasser. 20 Minuten nach der Kollision kenterte der Passagierdampfer und sank mit dem Bug voran, wodurch alle noch an Deck verbliebenen Menschen in die See geworfen wurden. Noch einige Zeit danach konnten in allen Richtungen die Schreie der Schiffbrüchigen gehört werden. Die Rosa Mary wurde schwer beschädigt, blieb aber schwimmfähig und wurde bei Tagesanbruch in den Hafen von Dover gelotst. Einige überlebende Besatzungsmitglieder der W. A. Scholten behaupteten später, dass die Rosa Mary keine Seitenlichter gesetzt hatte, durch die man die Gefahr eher hätte erkennen können.
Der britische Dampfer Ebro nahm 78 Menschen auf und brachte sie nach Dover, wo sie im örtlichen Seemannsheim untergebracht wurden. Viele waren halb erfroren und standen unter Schock. Von Dover liefen mehrere Boote aus, um am Unglücksort nach weiteren Überlebenden zu suchen, aber es wurden nur noch Tote geborgen. Viele der Leichen wiesen Verstümmelungen oder Verletzungen auf, was zeigte, dass viele eher durch Gewalteinwirkung und nicht durch Ertrinken gestorben waren. 132 Passagiere und Mannschaftsmitglieder kamen bei der Katastrophe ums Leben, darunter Kapitän Taat, der Leitende Offizier, die Chefstewardess und viele Frauen und Kinder unter den Passagieren. Die Überlebenden berichteten hinterher, dass die Besatzung nur an sich selbst gedacht und Frauen und Kinder zurückgedrängt hatte. Lediglich der Kapitän wurde für sein Verhalten gelobt. Eine Zeit lang konnte man die Mastspitzen der W. A. Scholten aus dem Wasser ragen sehen.

## Das Wrack
Das Wrack der W. A. Scholten liegt mit leichter Schlagseite in einer Tiefe von 31 Metern. Der Bug brach entweder noch während des Untergangs oder durch den Aufprall auf dem Meeresboden ab und liegt auf seiner Steuerbordseite. Stellenweise trifft man auf viel Glas und Geschirr. Die Überreste des Schiffs stellen einen Lebensraum für zahlreiche Meeresbewohner dar.